# اسماعیل‌آباد (زاوه)
اسماعیل‌آباد روستایی در دهستان زاوه بخش مرکزی شهرستان زاوه استان خراسان رضوی ایران است. بر پایه سرشماری عمومی نفوس و مسکن در سال ۱۳۹۰ جمعیت این روستا ۲۴۳ نفر (در ۷۲ خانوار) بوده است.